# Puchar Ameryki Północnej w bobslejach 2020/2021
Puchar Ameryki Północnej w bobslejach 2020/2021 – cykl zawodów bobslejowych, który rozpoczął się 15 stycznia 2021 roku w amerykańskim Park City, a zakończył 4 lutego 2021 roku w Lake Placid w USA. Rozgrywane były trzy konkurencje: dwójka kobiet, dwójka mężczyzn i czwórka mężczyzn. Prowadzona była też klasyfikacja kombinacji, która łączy dwójkę i czwórkę mężczyzn.

## Kalendarz Pucharu Ameryki Północnej
| Lp.    | Data             | Miejscowość | Konkurencja      | 1. Miejsce                                                                                 | 2. Miejsce                                                                         | 3. Miejsce                                                                         |
| ------ | ---------------- | ----------- | ---------------- | ------------------------------------------------------------------------------------------ | ---------------------------------------------------------------------------------- | ---------------------------------------------------------------------------------- |
| 1. PAP | 15 stycznia 2021 | Park City   | Dwójka mężczyzn  | Stany Zjednoczone Sam Moeller · Joshua Williamson                                          | Stany Zjednoczone Hunter Church · Hakeem Abdul-Saboor                              | Stany Zjednoczone Frank Del Duca · Manteo Mitchell                                 |
| 1. PAP | 16 stycznia 2021 | Park City   | Dwójka mężczyzn  | Stany Zjednoczone Frank Del Duca · Hakeem Abdul-Saboor                                     | Stany Zjednoczone Hunter Church · –                                                | Stany Zjednoczone Sam Moeller · Alex Mustard                                       |
| 1. PAP | 17 stycznia 2021 | Park City   | Dwójka mężczyzn  | Stany Zjednoczone Sam Moeller · Hakeem Abdul-Saboor                                        | Stany Zjednoczone Hunter Church · Joshua Williamson                                | Stany Zjednoczone Frank Del Duca · Manteo Mitchell                                 |
| 2. PAP | 21 stycznia 2021 | Park City   | Dwójka kobiet    | Stany Zjednoczone Nicole Vogt · Kaysha Love                                                | Stany Zjednoczone Brittany Reinbolt · Colleen Fotsch                               | Jamajka Carrie Russell · Sasha Jones                                               |
| 2. PAP | 21 stycznia 2021 | Park City   | Czwórka mężczyzn | Stany Zjednoczone Hunter Church · Charles Volker · Joshua Williamson · Hakeem Abdul-Saboor | Stany Zjednoczone Sam Moeller · Michael Fogt · Chris Walsh · Alex Mustard          | Stany Zjednoczone Tyler Hickey · Chase Blueberg · David Simon · Jamil Muhammad-Ray |
| 2. PAP | 22 stycznia 2021 | Park City   | Dwójka kobiet    | Stany Zjednoczone Nicole Vogt · Kelsey Kiel                                                | Stany Zjednoczone Brittany Reinbolt · Kaysha Love                                  | Stany Zjednoczone Riley Compton · Emma Baumert                                     |
| 2. PAP | 22 stycznia 2021 | Park City   | Czwórka mężczyzn | Stany Zjednoczone Hunter Church · Charles Volker · Joshua Williamson · Hakeem Abdul-Saboor | Stany Zjednoczone Tyler Hickey · Chase Blueberg · David Simon · Jamil Muhammad-Ray | Stany Zjednoczone Sam Moeller · Michael Fogt · Chris Walsh · Alex Mustard          |
| 2. PAP | 23 stycznia 2021 | Park City   | Dwójka kobiet    | Stany Zjednoczone Nicole Vogt · Colleen Fotsch                                             | Stany Zjednoczone Brittany Reinbolt · Kelsey Kiel                                  | Jamajka Carrie Russell · Sasha Jones                                               |
| 2. PAP | 23 stycznia 2021 | Park City   | Czwórka mężczyzn | Stany Zjednoczone Hunter Church · Charles Volker · Joshua Williamson · Hakeem Abdul-Saboor | Stany Zjednoczone Tyler Hickey · Chase Blueberg · David Simon · Jamil Muhammad-Ray | Stany Zjednoczone Sam Moeller · Michael Fogt · Chris Walsh · Alex Mustard          |
| 3. PAP | 1 lutego 2021    | Lake Placid | Dwójka mężczyzn  | Stany Zjednoczone Hunter Church · Hakeem Abdul-Saboor                                      | Stany Zjednoczone Frank Del Duca · Charles Volker                                  | Stany Zjednoczone Sam Moeller · Alex Mustard                                       |
| 3. PAP | 2 lutego 2021    | Lake Placid | Dwójka mężczyzn  | Stany Zjednoczone Hunter Church · Joshua Williamson                                        | Stany Zjednoczone Tyler Hickey · Alex Mustard                                      | Stany Zjednoczone Sam Moeller · Michael Fogt                                       |
| 3. PAP | 3 lutego 2021    | Lake Placid | Dwójka kobiet    |                                                                                            |                                                                                    |                                                                                    |
| 3. PAP | 3 lutego 2021    | Lake Placid | Czwórka mężczyzn | Stany Zjednoczone Hunter Church · Hakeem Abdul-Saboor · Joshua Williamson · Charles Volker | Stany Zjednoczone Frank Del Duca · Chris Avery · Dakota Lynch · Manteo Mitchell    | Stany Zjednoczone Sam Moeller · Michael Fogt · Anthony Rosselli · Alex Mustard     |
| 3. PAP | 4 lutego 2021    | Lake Placid | Dwójka kobiet    |                                                                                            |                                                                                    |                                                                                    |
| 3. PAP | 4 lutego 2021    | Lake Placid | Czwórka mężczyzn | Stany Zjednoczone Hunter Church · Hakeem Abdul-Saboor · Joshua Williamson · Charles Volker | Stany Zjednoczone Frank Del Duca · Chris Avery · Dakota Lynch · Manteo Mitchell    | Stany Zjednoczone Sam Moeller · Michael Fogt · Anthony Rosselli · Alex Mustard     |